# Agatha Christie: Kleine Morde/Mörderische Spiele
Agatha Christie: Kleine Morde/Mörderische Spiele (frz. Les Petits Meurtres d’Agatha Christie) ist eine französische Fernsehserie, die anfangs auf den Kriminalromanen und -erzählungen von Agatha Christie basierte. Bis 2020 wurden drei Staffeln mit jeweils verschiedenen Ermittlerteams und insgesamt 48 Folgen gedreht. Die erste Staffel trägt im Deutschen den Titel Agatha Christie: Kleine Morde und spielt in den 1930er Jahren. Die zweite Staffel wurde Agatha Christie: Mörderische Spiele genannt und ist in den 1950er und 1960er Jahren angesiedelt. Eine dritte Staffel setzt die Serie in den 1970er Jahren fort. Sie firmiert im Deutschen unter dem Namen Agatha Christie: Mörderische Spiele – Die 70er.
Die Erstausstrahlung im Original fand ab Januar 2009 beim Sender France 2 statt, die deutschsprachige Erstausstrahlung begann im April 2017 beim Sender One mit der zweiten Staffel. Die erste Staffel wurde im Anschluss ab 8. November 2017 ausgestrahlt. Ab 12. Oktober 2020 wurden die letzten neun Folgen der zweiten Staffel auf Sony Channel gezeigt, die vorher von One noch nicht gezeigt worden waren. Die Ausstrahlung der dritten Staffel begann in Frankreich im Januar 2021 – die deutsche Version im Januar 2022 auf Sony Channel.
Vor der Serie gab es bereits die französische Miniserie Agatha Christie: Einladung zum Mord mit den Kommissaren Larosière und Lampion aus der ersten Staffel. Die Miniserie war so erfolgreich,  dass sich der Fernsehsender entschloss, eine Serie mit den beiden Polizisten zu produzieren.

## Inhalt

### Erste Staffel
Wiederkehrende Rollen
Die deutsche Synchronisation erfolgte von Digital Media Technologie (DMT). In der ersten Staffel führte Detlef Klein Dialogregie und schrieb das Dialogbuch.
| Rolle                           | Schauspieler      | Anzahl der Episoden          | Synchronsprecher |
| ------------------------------- | ----------------- | ---------------------------- | ---------------- |
| Jean Larosière, Kommissar       | Antoine Duléry    | 11 (2009–2012)               | Robert Levin     |
| Émile Lampion, Inspektor        | Marius Colucci    | 11 (2009–2012)               | Marek Harloff    |
| Verdure, Gerichtsmediziner      | Olivier Carré     | 5 (2010–2012)                | N.N.             |
| Ménard, Polizist                | Serge Dubois      | 9 (2009–2012)                | N.N.             |
| Juliette, Tochter von Larosière | Flore Bonaventura | 2 (2010/2012: St. 1, Nr. 11) | N.N.             |
| Juliette, Tochter von Larosière | Alice Isaaz       | 2 (2010/2012: St. 1, Nr. 11) | N.N.             |

Hintergrund
Vorläufer der Serie war die vierteilige Verfilmung des Agatha-Christie-Krimis Hercule Poirots Weihnachten unter dem Titel Agatha Christie: Einladung zum Mord aus dem Jahr 2006. Statt dem Seriendetektiv Poirot wurden dort der Kommissar Larosière und sein Assistent Inspecteur Lampion als Ermittler eingeführt. Sie war sehr erfolgreich und erhielt den französischen Fernsehpreis, deshalb beschloss man ab 2009 weitere Krimiverfilmungen mit dem Duo unter dem Titel Les Petits Meurtres d’Agatha Christie („Die kleinen Morde von Agatha Christie“).
Die einzelnen jeweils rund 90 Minuten langen Folgen beruhen auf Kriminalgeschichten von Agatha Christie. In der ersten Staffel wurden die Fälle aus den Büchern annähernd identisch wiedergegeben, aber die handelnden Personen ausgetauscht. Die erste Staffel ist im Frankreich der frühen bzw. mittleren 1930er Jahren angesiedelt, so spielt z. B. die Folge Ene mene muh … 1934 und die Folge Das Haus der Gefahr 1936. Dadurch kommt es zu Widersprüchen mit dem Vorläufer, der kurz vor dem Zweiten Weltkrieg spielt, aber das erste Treffen von Larosière und Lampion zeigt. In der Folge Ruhe unsanft gibt es außerdem eine Anspielung auf die Handlung des Vorläufers, als ob sie vor der Serie stattfand.
Kommissar Jean Larosière wird in der Serie als eher hochmütige Figur dargestellt, der seinen untergebenen Inspecteur herablassend behandelt. Der junge Émile Lampion ist dagegen schüchtern und zudem schwul, was er in der Zeit nicht offen zeigen konnte, obwohl es dem Kommissar bewusst ist. Das Privatleben und die persönlichen Verflechtungen der beiden Ermittler werden teilweise auch in die Abläufe einzelner Fälle eingebunden. Bis 2012 wurden 11 Folgen gedreht, so dass es insgesamt 12 Verfilmungen mit Larosière und Lampion gibt.
Die Schauspielerin Blandine Bellavoir spielt in der ersten Staffel in der Folge Gold und Schwefel die junge Witwe Albertine. In der zweiten Staffel übernimmt sie die Hauptrolle der Alice Avril. Antoine Duléry tritt noch einmal in der letzten Folge der zweiten Staffel auf und spielt dort den Neffen von Jean Larosière.

### Zweite Staffel
Wiederkehrende Rollen
Die deutsche Synchronisation erfolgte von Digital Media Technologie (DMT). Neben Detlef Klein kamen in der zweiten Staffel auch Klaus Schönicke bei den Dialogbüchern und Jörn Linnenbröker bei der Synchronregie zum Zug. Letzterer führte auch bei Staffel 3 Regie. 
| Rolle                                                   | Schauspieler       | Anzahl der Episoden | Synchronsprecher      |
| ------------------------------------------------------- | ------------------ | ------------------- | --------------------- |
| Alice Avril, Lokalreporterin                            | Blandine Bellavoir | 27 (2013–2019)      | Merete Brettschneider |
| Swan Laurence, Kommissar                                | Samuel Labarthe    | 27 (2013–2019)      | Achim Buch            |
| Marlène Leroy, Sekretärin des Kommissars                | Élodie Frenck      | 27 (2013–2019)      | Daniela Reidies       |
| Ernest Tricard, Oberkommissar und Polizeichef von Lille | Dominique Thomas   | 27 (2013–2019)      | Marek Erhardt         |
| Robert Jourdeuil, Chefredakteur von Avrils Zeitung      | François Godart    | 16 (2013–2019)      | N.N.                  |
| Euphrasie Maillol, Gerichtsmedizinerin                  | Natacha Lindinger  | 4 (2015–2018)       | Tanja Dohse           |
| Timothée Glissant, Gerichtsmediziner                    | Cyril Gueï         | 14 (2016–2019)      | N.N.                  |
| Martin, Brigadier                                       | Eric Beauchamp     | 17 (2013–2019)      | N.N.                  |

Hintergrund
Auch die zweite Staffel spielt in Frankreich, aber in den späten 1950er und frühen 1960er Jahren. Dafür wurden neue Figuren eingeführt. Kommissar Swan Laurence, der im Zweiten Weltkrieg in der Résistance und anschließend beim französischen Geheimdienst war, arbeitet als offizieller Ermittler allein. Marlène Leroy ist seine auf Marilyn Monroe zurecht gemachte Sekretärin, und die Journalistin Alice Avril, als Findelkind im Heim aufgewachsen, mischt sich immer wieder in die Fälle ein. Im Gegensatz zu der ersten Staffel sind hier die als Vorlage dienenden Kriminalgeschichten von Agatha Christie sehr stark abgeändert.
Die Charaktere werden dabei noch stärker überzeichnet als in der ersten Staffel. Laurence wird als arrogantes Ekel dargestellt, der Avril häufig wüst beleidigt. Sie wiederum ist die lästige Nervensäge, die immer wieder Ärger macht, aber auch wichtige Hinweise liefert. Und Marlène ist das „blonde Dummchen“, das den Kommissar anhimmelt. Noch mehr als in der ersten Staffel sind die drei Hauptfiguren in die Handlung involviert. Liebesaffären des Kommissars, aber auch seine Geheimdienstvergangenheit spielen eine Rolle, zum Beispiel im Spionagekrimi Der Mann im braunen Anzug. In Stummer Zeuge ist seine Mutter, in Dickes Blut sein Sohn eine Hauptfigur, hier sind die Darsteller Samuel und Alexandre Labarthe auch im richtigen Leben Vater und Sohn. Die Journalistin Avril, die im Verlauf der Staffel von der „Kummerkastentante“ zur Reporterin aufsteigt, ist in den meisten Folgen undercover tätig und liefert Insiderinformationen, so etwa in der Folge Der Weihnachtsmann-Mörder, die großenteils in ihrem ehemaligen Waisenhaus spielt. Es ist die erste Folge der Serie, die nicht auf einer Geschichte von Agatha Christie basiert. In der Folge Vier Frauen und ein Mord ist ihr getrennt lebender Ehemann der Hauptverdächtige. In einigen Folgen ist auch Marlène direkt an den Fällen beteiligt, so zum Beispiel in Die Kleptomanin, wo es um die Machenschaften in der Pension ihrer Schwester geht. Schauspielerin Élodie Frenck spielt darin eine Doppelrolle. Ebenso wie später Samuel Labarthe, der in Drama in drei Akten nicht nur den Kommissar, sondern auch den Mörder spielt.
Typisch für diese Staffel sind auch andere wiederkehrende Elemente. So fährt Kommissar Swan Laurence ein bordeauxrotes Coupe des Typs Facel Vega Facellia FA. Im Kontrast dazu fährt Alice Avril einen beige-weißen Motorroller. Ein „Running Gag“ ist der Goldfisch Bubulle. Laurence’ Sekretärin Marlène hat im Regal neben ihrem Schreibtisch ein Fischglas und sie füttert ihn regelmäßig. Allerdings stirbt der Fisch während der Staffel mehrmals durch Unfälle und Laurence ersetzt ihn durch einen neuen Fisch. Marlène wundert sich mehrfach über die Veränderung, erkennt aber nur einmal den Austausch. Bubulle wird auf der offiziellen Darstellerliste geführt.
2019 wurde die Staffel nach 27 Folgen abgeschlossen. Zum zweiten Mal wurde für die Schlussfolge nicht auf eine Agatha-Christie-Geschichte zurückgegriffen, außerdem wurden Musical-Elemente eingebaut. Zusätzlich wird eine Verbindung zur ersten Staffel hergestellt: Als Ermittler tritt der Neffe von Kommissar Larosière in Erscheinung, der Originaldarsteller Antoine Duléry spielt beide Rollen.

### Dritte Staffel
Wiederkehrende Rollen
| Rolle                       | Schauspieler       | Anzahl der Episoden | Synchronsprecher |
| --------------------------- | ------------------ | ------------------- | ---------------- |
| Annie Gréco, Kommissarin    | Emilie Gavois-Kahn | 2 (2020)            | Eva Michaelis    |
| Max Beretta, Inspektor      | Arthur Dupont      | 2 (2020)            | David Berton     |
| Rose Bellecour, Psychologin | Chloé Chaudoye     | 2 (2020)            | Leonie Landa     |
| Servan Legoff, Polizeichef  | Quentin Baillot    | 2 (2020)            | Christian Stark  |
| Jacques Blum, Mediziner     | Benoît Moret       | 2 (2020)            | Jonas Minthe     |
| Bob, der Hippie im Hotel    | Nicolas Lumbreras  | 2 (2020)            | Frank Jordan     |

Hintergrund
Die dritte Staffel ist im Frankreich der 70er Jahre angesiedelt, beginnend 1971. Anne Gréco ist die erste weibliche Kommissarin Frankreichs, eine Art Experiment des Innenministeriums und damit eine Fiktion, da die erste Kommissarin erst 1974 ernannt wurde. Gréco muss mit dem Inspektor und hitzköpfigen Macho Max Beretta zusammen ermitteln. Mit dabei ist die geniale Psychologin Rose Bellecour, die sich für Kriminalistik interessiert.

## Episodenliste

### Staffel 1 – Agatha Christie: Kleine Morde (30er Jahre)
Die deutsche Erstausstrahlung der ersten Staffel erfolgte auf ONE.
| Nr. (ges.) | Nr. (St.) | Deutscher Titel         | Originaltitel             | Erstausstrahlung FR | Deutschsprachige Erstausstrahlung (D) | Vorlage                    |
| ---------- | --------- | ----------------------- | ------------------------- | ------------------- | ------------------------------------- | -------------------------- |
| 1          | 1         | Das Mörder-ABC          | Les Meurtres ABC          | 9. Jan. 2009        | 8. Nov. 2017                          | Die Morde des Herrn ABC    |
| 2          | 2         | Ene mene muh…           | Am stram gram             | 16. Jan. 2009       | 15. Nov. 2017                         | Tödlicher Irrtum           |
| 3          | 3         | Gute Erholung           | La plume empoisonnée      | 11. Sep. 2009       | 22. Nov. 2017                         | Die Schattenhand           |
| 4          | 4         | Das Haus der Gefahr     | La maison du péril        | 6. Nov. 2009        | 29. Nov. 2017                         | Das Haus an der Düne       |
| 5          | 5         | Katz und Maus           | Le chat et les souris     | 8. Sep. 2010        | 27. Dez. 2017                         | Die Katze im Taubenschlag  |
| 6          | 6         | Ich bin unschuldig      | Je ne suis pas coupable   | 15. Sep. 2010       | 6. Dez. 2017                          | Morphium                   |
| 7          | 7         | Fünf kleine Schweinchen | Cinq petits cochons       | 8. Apr. 2011        | 13. Dez. 2017                         | Das unvollendete Bildnis   |
| 8          | 8         | Gold und Schwefel       | Le flux et le reflux      | 15. Apr. 2011       | 20. Dez. 2017                         | Der Todeswirbel            |
| 9          | 9         | Eine Leiche im Bett     | Un cadavre sur l’oreiller | 28. Okt. 2011       | 3. Jan. 2018                          | Die Tote in der Bibliothek |
| 10         | 10        | Ruhe unsanft            | Un meurtre en sommeil     | 17. Feb. 2012       | 10. Jan. 2018                         | Ruhe unsanft               |
| 11         | 11        | Messer am Hals          | Le Couteau sur la nuque   | 14. Sep. 2012       | 3. Jan. 2018                          | Dreizehn bei Tisch         |

### Staffel 2 – Agatha Christie: Mörderische Spiele (50er/60er Jahre)
Die deutsche Erstausstrahlung der ersten 18 Folgen der zweiten Staffel erfolgte auf ONE. Ab der 19. Folge übernahm Sony Channel die deutsche Erstausstrahlung.
| Nr. (ges.) | Nr. (St.) | Deutscher Titel                           | Originaltitel                       | Erstausstrahlung FR/BE/CH                                | Deutschsprachige Erstausstrahlung (D) | Vorlage                                                          |
| --- | --------- | ----------------------------------------- | ----------------------------------- | -------------------------------------------------------- | ------------------------------------- | ---------------------------------------------------------------- |
| 12 | 1         | Fata Morgana                              | Jeux de glaces                      | 29. März 2013                                            | 26. Apr. 2017                         | Fata Morgana                                                     |
| Die Bousquets betreiben die Nervenheilanstalt Helfende Hände. Eines Abends kommt es im Büro des Psychiaters zu einem heftigen Streit mit einem Patienten. Laute Stimmen sind zu hören und dann zwei Schüsse. Doch nicht der Doktor ist tot. In einem anderen Teil des Hauses findet man den erschossenen Pierre Montauban und ein angefangenes Schreiben, in dem etwas von einem geplanten Mord an Rose-Marie Bousquet steht. In seinem ersten Fall bei der Polizei Lille findet Kommissar Swan Laurence Arsen und fängt eine Schachtel mit vergifteten Pralinen ab. Doch dann findet die Journalistin Alice Avril, die sich als Hausangestellte eingeschlichen hat, den schießwütigen Patienten Léonard erhängt auf. Der vorgetäuschte Selbstmord wird aber schnell entlarvt. Bei der Rekonstruktion des Mordabends stößt Laurence auf Ungereimtheiten und kommt schließlich dahinter, dass der Streit nur inszeniert gewesen war. Während Léonard einen Monolog vortrug, hatte sich Bousquet weggeschlichen, Montauban erschossen und den Brief als falsche Fährte gelegt. Bousquet hatte das Vermögen seiner Frau veruntreut, um die Anstalt zu retten. Schließlich stellt sich heraus, dass es sogar Rose-Marie selbst gewesen war, die den Vertuschungsplan aus Liebe zu ihrem Mann ausgedacht hatte, damit sein Lebenswerk nicht zerstört würde. |           |                                           |                                     |                                                          |                                       |                                                                  |
| 13 | 2         | Blausäure                                 | Meurtre au champagne                | 5. Apr. 2013                                             | 3. Mai 2017                           | Blausäure                                                        |
| Bei einem Essen der Filmcrew in einem Lokal bricht die Schauspielerin Elvire Morenkova tot zusammen. Sie hatte Liebeskummer und ein leeres Tütchen mit einem Blausäuresalz bei sich, das nur ihre Fingerabdrücke trägt. Kommissar Laurence glaubt nicht an einen Selbstmord, findet aber keine Hinweise. Die Reporterin Avril, die als Ersatz für die tote Schauspielerin engagiert wird, macht zwar viele Beobachtungen, liefert aber keine entscheidenden Informationen. Der Ehemann der Toten will, durch ein anonymes Schreiben angestachelt, das von Mord spricht, den Mordabend im Tanzlokal nachstellen. Als er eine Ansprache hält und sein Glas leert, bricht er ebenfalls tot zusammen. Bei der Motivsuche kommt Laurence nicht weiter, erst eine Beobachtung von Avril führt zur Lösung. Als alle beim Tanzen waren, hatte ein Kellner einen Schal, der zwischen zwei Stühle gefallen war, auf den falschen Stuhl gehängt. Dadurch kam die Sitzreihenfolge durcheinander. Der Ehemann hatte das falsche Glas ergriffen, es war eigentlich für Violette bestimmt, die jüngere Schwester und Erbin der Morenkova. Laurence und Avril können gerade noch einen zweiten Mordanschlag vereiteln und den Attentäter Victor Lebrun stellen. Der Cousin wäre der nächste Erbe gewesen. Es war ein Komplott zusammen mit seiner heimlichen Geliebten, der persönlichen Assistentin Babette, die beim ersten Mord ein Aspirintütchen der Morenkova gegen das Gift ausgetauscht hatte. |           |                                           |                                     |                                                          |                                       |                                                                  |
| 14 | 3         | Stummer Zeuge                             | Témoin Muet                         | 22. Nov. 2013                                            | 10. Mai 2017                          | Der ballspielende Hund                                           |
| Drei Monate nachdem die reiche Unternehmerin Emilie Longuet gestorben ist, erreicht Kommissar Laurence ein Brief von ihr, in dem sie Angst um ihr Leben äußert. Die angeordnete Obduktion ergibt Mord. Kurz darauf wird die Hausangestellte erschlagen aufgefunden. Es stellt sich heraus, dass sie den Brief nachträglich abgeschickt hatte. Auf dem Anwesen ist auch die Mutter von Laurence zu Gast, die die Journalistin Avril einlädt. Beide mischen sich in die Ermittlungen ein. Kurz vor ihrem Tod hatte die Longuet ihr Testament geändert. Die Familie ging leer aus und die Sekretärin wurde die Haupterbin. Das Erbe scheint ein Motiv, doch nach und nach stellt sich heraus, dass die alte Dame eine Tyrannin gewesen war, die mehr als ein Leben zerstört und somit vielen ein Motiv geliefert hatte. Ein Rückschlag ist ein Giftanschlag auf Mutter Laurence, die Spiritistin wollte in einer Séance die Tote befragen. Der Geist eines Mädchens erscheint dem Kommissar und führt ihn schließlich zur Lösung. Die Tochter von Bella, eine der Nichten der Longuet, hatte sich aus dem Fenster gestürzt, nachdem sie von der alten Frau brutal gezüchtigt worden war. Bella hatte ihre Tochter nicht verteidigt und war danach vor lauter Selbstvorwürfen aus dem Gleichgewicht geraten, was sie schließlich zur Mörderin werden ließ. |           |                                           |                                     |                                                          |                                       |                                                                  |
| 15 | 4         | Ein Schritt ins Leere                     | Pourquoi pas Martin?                | 27. Dez. 2013                                            | 17. Mai 2017                          | Ein Schritt ins Leere                                            |
| Bei einem Ausflug an die Küste findet Avril einen Mann, der von den Klippen gestürzt ist. Bevor er stirbt, sagt er noch: „Warum nicht Martin?“ Er hat die Fotografie einer Frau bei sich, doch als die Reporterin mit der Polizei zurückkehrt, ist das Bild verschwunden. Paulette Tourbier identifiziert den Toten als ihren Bruder und lässt sich von Avril alles erzählen. Kurz darauf wird ein Giftanschlag auf Avril verübt, den sie nur knapp überlebt. Offenbar war die Tourbier eine Betrügerin, da sie gar keinen Bruder hatte. Doch sie wird tot aufgefunden. Roland Delavallée, der ebenfalls an den Klippen gewandert ist, als der Mann starb, lebt in der Nähe auf dem Anwesen seines Bruders. Laurence findet beim Tatort verwehte Reste des zerrissenen Fotos. Es zeigt Alma, die Frau des Psychiaters Philippe Sarrazin. Das Ehepaar ist mit den Dalavallées befreundet. Suzanne Delavallée erkennt auf einer Zeichnung in der Zeitung den Toten als Alain Langevin. Er war vor einiger Zeit zu Gast gewesen, um das mysteriöse Ableben seines Freundes Jean Savage aufzuklären. Der Millionär hatte kurz vor seinem Tod sein Vermögen einer Madame Destange vermacht. Das hatte er aber nicht Langevin geschrieben, mit dem er regelmäßig in Kontakt war. Dann wird Avril entführt und Laurence mit einem fingierten Schreiben von ihr in eine Falle gelockt. Marlène, die die Fälschung erkennt, befreit beide, und sie können Roland überführen. Alma, die der Notar als Madame Destange identifiziert, ist seine Komplizin. Sie hatten den Millionär getötet und dem Notar, der die Beteiligten vorher nicht kannte, die Testamentsunterzeichnung vorgespielt. Langevin war stutzig geworden, weil nicht der langjährige Hausangestellte Martin das Testament bezeugt hatte, sondern ein neues Hausmädchen. Damit war er der Aufdeckung so nahe gekommen, dass ihn Roland von der Klippe stieß. |           |                                           |                                     |                                                          |                                       |                                                                  |
| 16 | 5         | Mord beim Schulfest                       | Meurtre à la kermesse               | 26. Sep. 2014                                            | 24. Mai 2017                          | Die Schneewittchen-Party                                         |
| Eine Schülerin wird auf dem Schulfest in einem Wasserbottich ertränkt. Kurz zuvor hatte sie in einem Schulaufsatz behauptet, einen Mord beobachtet zu haben, doch der Aufsatz ist verschwunden. In der Nähe des Tatorts werden Glassplitter gefunden, da die anwesende Bürgermeisterin Dravignan eine Vase fallen ließ. Laurence, zwischenzeitlich erblindet, wird von Avril durch den Fall geführt. Der geistig zurückgebliebene Schulhausmeister Milou bekennt sich schuldig, doch der Kommissar glaubt, dass er manipuliert wurde. Dann wird auch der Bruder der toten Schülerin ermordet. Ein Geldfund legt nahe, dass er den Täter erpresst hatte. Auf der Suche nach dem möglichen Mordopfer aus dem Aufsatz stößt Laurence in der Vermisstenliste auf Olga Semenova, eine tschechische Einwanderin. Die Spur führt Laurence erst zu dem verschwundenen Aufsatz und über eine Andeutung darin zur Leiche der Semenova. Sie steckt im hohlen Sockel einer neu aufgestellten Skulptur. Der Künstler hatte sich mit ihr eingelassen, seine Geliebte, die Bürgermeisterin, hatte die beiden entdeckt, sich auf die Tschechin gestürzt und sie getötet. Die Vase hatte sie nicht aus Schreck fallen lassen, sondern um zu kaschieren, dass sie beim Ertränken der Schülerin nass geworden war. |           |                                           |                                     |                                                          |                                       |                                                                  |
| 17 | 6         | Mit offenen Karten                        | Cartes sur table                    | 3. Okt. 2014                                             | 31. Mai 2017                          | Mit offenen Karten                                               |
| Massud Shaïtana lädt Kommissar Laurence, die Reporterin Avril, den ehemaligen Geheimdienstangestellten Jouve ein. Und dazu vier Leute mit zwielichtiger Vergangenheit. Er verkündet, dass einer der Gäste ein Mörder ist. Der extrovertierte Gastgeber zieht sich in einen Sessel zurück. Schließlich stellt Laurence fest, dass Shaïtana erstochen wurde. Und jeder der Anwesenden hatte im Laufe des Abends die Gelegenheit zur Tat. Die Ermittlungen in der Vergangenheit der Verdächtigen beginnen. Jouve, der auf eigene Faust ermittelt, wird in Laurences Wohnung erschossen. Tatsächlich hatten sich alle vier Verdächtigen mehr oder weniger schuldig gemacht. Der Afrikareisende Paul Coupet hatte einen Mann erschossen, doch es war wohl ein Unfall. Das Hausmädchen Elise Schlumberger hatte ihre Arbeitgeberin, eine alte Frau, vergiftet, weil diese sie beim Stehlen erwischt hatte. Madame Nevers hatte sich ihres gewalttätigen Mannes entledigt. Doktor Barillon ist seinen Bruder und Nebenbuhler durch eine falsche Behandlung losgeworden. Doch wer hat Shaïtana ermordet? Als ihre Vergangenheit aufgedeckt wird, flieht das Hausmädchen und stirbt auf der Flucht bei einem Autounfall. Madame Nevers gesteht den Mord, aber sie ist todkrank und hat nicht mehr lange zu leben. Alle anderen erhalten ein Schreiben mit ihrem Geständnis und der Ankündigung ihres Selbstmords. Barillon eilt zur Rettung, doch sie stirbt. Laurence entdeckt, dass der Arzt ihr ein tödliches Medikament gespritzt und zuvor schon die Schreiben gefälscht hat, um eine Schuldige zu liefern und von sich als Mörder abzulenken. |           |                                           |                                     |                                                          |                                       |                                                                  |
| 18 | 7         | Verbrechen lohnt sich nicht               | Le crime ne paie pas                | 10. Okt. 2014                                            | 7. Juni 2017                          | Mord auf dem Golfplatz                                           |
| Marie Chantal, Kummerkastentante der Zeitung Voix du Nord und das Alter Ego von Alice Avril, bekommt einen Brief von Ginette Tassin. Darin behauptet diese, im Club Eden, in dem sie arbeitet, sei ein Mord geschehen. Die Reporterin fährt hin und wird als Ersatz eingestellt, weil Ginette seit drei Tagen nicht zur Arbeit erschienen ist. Kurz darauf wird Ginettes Leiche gefunden. Dann wird Paul Deboise, der Nachtclubbesitzer, entführt und wenig später tot aufgefunden und von seiner Frau identifiziert. Kommissar Laurence kann diesmal nicht vor Ort ermitteln, weil eine polizeiinterne Untersuchung gegen ihn begonnen, er suspendiert und zeitweise sogar inhaftiert wird. Er findet aber Mittel und Wege, an Informationen zu kommen. Als im Club Eden die richtige Leiche von Deboise gefunden wird, kommt die Wahrheit ans Licht. Deboise hatte einen Clochard, der ihm ähnlich sah, ermordet und sein Gesicht entstellt. Seine Frau und Komplizin hatte dann behauptet, es sei seine Leiche. Beide wollten untertauchen und mit falschen Pässen das Land verlassen. Ginette hatte den Mord an dem Stadtstreicher beobachtet und wurde deshalb von Deboise ebenfalls umgebracht. Fliehen wollte er, weil er von Marthe Salmont erpresst wurde. Deboise hatte deren Mann vor vielen Jahren ermordet und bestohlen, sie hatte ihn nun zufällig wiedererkannt. Deboise selbst wurde von der Nachtclubsängerin Eloïse umgebracht, die Salmonts Tochter ist und den Fluchtplan durchschaute. |           |                                           |                                     |                                                          |                                       |                                                                  |
| 19 | 8         | Einfach Mord?                             | Un meurtre est-il facile?           | 28. Aug. 2015                                            | 14. Juni 2017                         | Das Sterben in Wychwood                                          |
| Der verwitwete Unternehmer Emile Deboucke macht Alice Avril einen Heiratsantrag und sie ist – vorrangig aus Geldmangel – bereit, darauf einzugehen. In seiner Fabrik kam vor kurzem ein Arbeiter und Gewerkschaftsmitglied ums Leben. Die Concierge kommt ins Kommissariat und macht Andeutungen von Mord und weiteren geplanten Opfern, wird jedoch nicht ernst genommen. Am Folgetag kommt sie beim Fensterputzen in der Fabrik ums Leben. Dann stürzt auch noch Debouckes Sekretärin vom Dach, nachdem er ihr schwere Vorwürfe wegen ihrer Arbeitsleistung gemacht hat. Alice will als zukünftige Unternehmersgattin als Kreativdirektorin in den Betrieb einsteigen und belauscht dabei Generaldirektor Castor, der den Chef hintergehen will. Sie berichtet dies Deboucke, und wenig später ist auch Castor tot. Annick Devassène, Cousine von Kommissar Laurences Sekretärin Marlène, ist Assistentin und Freundin von Deboucke und war seine Jugendliebe. Sie erzählt Marlène, dass sie die Beziehung beendet habe, als er einen verletzten Vogel grausam an seine Katze verfüttert hatte. Als Marlène und Avril bei der Cousine zum Teetrinken sind, wird Marlène wegen der KO-Tropfen in ihrem Tee plötzlich bewusstlos. Avril will Hilfe holen, da geht die Devassène mit dem Messer auf sie los. Laurence, der Verdacht geschöpft hatte, kann sie noch aufhalten. Sie hatte vergeblich gehofft, nach dem Tod von Debouckes erster Frau zum Zug zu kommen und wollte sich auf perfide Weise an ihm für die Zurückweisung rächen. Im Gespräch mit dem Kommissar erzählt Deboucke ebenfalls die Geschichte von dem Vogel, nur mit vertauschten Rollen. |           |                                           |                                     |                                                          |                                       |                                                                  |
| 20 | 9         | Die Kleptomanin                           | Pension Vanilos                     | 4. Sep. 2015                                             | 21. Juni 2017                         | Die Kleptomanin                                                  |
| Die Studentenpension von Marlènes Schwester Solange wird von einer Reihe von Kleindiebstählen heimgesucht. Marlène bringt ihre Freundin Avril dazu, sich dort einzumieten und nachzuforschen. Kurz darauf wird eine Studentin ermordet und die gestohlenen Dinge werden in ihrem Zimmer gefunden. Doch Avril hat Zweifel, weil ihr die Ermordete zuvor von jemandem mit zwei Pässen erzählt hatte. Der Kommissar arbeitet außerdem an einem Fall von Drogenschmuggel. Eine Informantin wird mit einem Stethoskop erwürgt, das einem Studenten in der Pension gestohlen wurde. Marlène erkennt die Informantin als eine Besucherin der Pension wieder. Als sich das Netz um die Pension enger zieht, will Solange Marlène überreden, ihr Informationen aus den Polizeiakten zu liefern. Am Abend, nachdem Laurence weg ist, wird sie im Büro gesehen. Am nächsten Morgen wird ihre Leiche auf dem Weg zur Pension gefunden. Laurence und Avril sind am Boden zerstört und betrinken sich. Während Laurence darüber redet, wie nett sie war, fällt Avril nur das perfekte Aussehen (Make-Up, Kleidung, lange, perfekt lackierten Fingernägel) ein. Dadurch bemerkt Laurence etwas: die angebliche Marlène ist gar nicht so perfekt. Denn es ist gar nicht Marlène, sondern ihre verkleidete Schwester. Marlène selbst wird gefesselt und geknebelt im Haus ihrer Schwester gefunden, worüber Laurence und Avril überglücklich sind. Bei der Verkleidung von Solange hatte Rose, eine Pensionsbewohnerin mit eigenem Friseursalon, geholfen. Ein anderer Bewohner, Jean-Baptiste, wird als der Student mit den zwei Pässen entlarvt. Während er beim Kommissar ist, ruft ihn seine Freundin an. Er sagt, sie habe den Mörder gefunden. Doch in der Pension stoßen sie nur noch auf ihre Leiche. Bei der Durchsuchung von Roses Salon finden sie Drogen, doch sie war nur eine Komplizin. Jean-Baptiste war am Schmuggel beteiligt, den ahnungslose Studenten durchführten, denen man in der Pension heimlich die Drogen in die Rucksäcke eingenäht hatte. Er hatte die Morde inszeniert, um das Geschäft zu übernehmen. Seine Freundin hatte Drogen bei ihm entdeckt und wollte ihn aufdecken. Sie war bereits tot, als Rose unter ihrem Namen im Kommissariat anrief, um ihm ein Alibi zu geben. |           |                                           |                                     |                                                          |                                       |                                                                  |
| 21 | 10        | Vier Frauen und ein Mord                  | Mme McGinty est morte               | 11. Sep. 2015                                            | 28. Juni 2017                         | Vier Frauen und ein Mord                                         |
| Robert Vasseur, Avrils von ihr getrennt lebender Ehemann, wird gesehen, wie er blutbeschmiert aus der Wohnung seiner ermordeten Vermieterin Mademoiselle Mac Ginty flüchtet. Avril versucht erfolglos, ihn vor der Polizei zu verbergen. Die übergeordneten Behörden wollen den Fall schnell abschließen und den beiden den Mord anlasten. Doch Kommissar Laurence stößt auf einen Zeitungsausschnitt mit Bildern von zwei Frauen, die vor vielen Jahren in Verbrechen verwickelt waren. Möglicherweise hatte Mlle. Mac Ginty darauf jemanden wiedererkannt, der nicht erkannt werden wollte. Dem Alter nach kommen gleich mehrere Hausbewohner in Frage. Er konfrontiert sie ergebnislos mit den Bildern, doch kurz darauf wird die Mutter des Theaterautors Michael Doutremont ermordet. Er hatte sich noch hörbar von ihr verabschiedet und war dann ins Theater gegangen. Doch die Obduktion ergibt, dass sie bereits bei der Verabschiedung tot gewesen sein musste. Als ehemaliger Schauspieler hatte er ihre Stimme imitiert und so ein Zwiegespräch vorgetäuscht. Er war der leibliche Sohn einer der beiden Verbrecherinnen. Madame Doutremont hatte ihn adoptiert und hätte ihn verstoßen, wenn sie das erfahren hätte. Mlle. Mac Ginty hatte beim Putzen in seiner Wohnung ein Foto seiner richtigen Mutter gesehen und hätte ihn verraten können – deshalb musste sie sterben. |           |                                           |                                     |                                                          |                                       |                                                                  |
| 22 | 11        | Mörderparty                               | Murder Party                        | 18. Sep. 2015                                            | 5. Juli 2017                          | Ein Mord wird angekündigt                                        |
| In der Zeitung werden eine Mörderparty samt Mord auf einem Gestüt angekündigt, die Bewohner wissen aber nichts davon. Tatsächlich taucht zum genannten Zeitpunkt ein bewaffneter Mann auf, der die Anwesenden überfallen will. Es fallen Schüsse und er ist tot. Der Mann stammt aus der Schweiz und hatte die Hausherrin Leticia Salvan dort kennen gelernt. Sie war die Assistentin und Geliebte eines Millionärs gewesen und hatte ihn beerbt. Nach dem Tod ihrer Schwester war sie nach Frankreich gekommen. Kurz darauf wird die Freundin des toten Schweizers erschlagen, gerade als sie eine Aussage machen wollte. Kommissar Laurence vermutet, dass es um das Erbe der Salvan geht und der erste Anschlag ihr gegolten haben könnte. Tatsächlich stürzt sie vom Pferd, als der Sattelgurt reißt. Die nächste Tote ist Odette, die Jugendfreundin der Hausherrin. Sie hatte sich am Kopfschmerzmittel der Salvan bedient. Und das war vergiftet. Und bevor Laurence schließlich die Lösung findet, wird noch eine weitere Person ermordet. Henriette war Gast bei der Mörderparty und hatte bei der Mordrekonstruktion etwas bemerkt: Die Hausherrin war nicht da gewesen. Sie hatte sich durch eine Nebentür geschlichen und den Schweizer hinterrücks erschossen. In Wirklichkeit war sie Charlotte Salvan, die vermeintlich tote Schwester. Sie hatte den Platz von Leticia eingenommen und war so an das Vermögen gekommen. Der Schweizer kannte beide Schwestern, er hatte sie identifiziert und es seiner Freundin erzählt. Und die Jugendfreundin Odette war zwar eingeweiht, war aber eine Gefahr, weil sie nicht zuverlässig war und sie immer wieder Lotti statt Leti nannte. |           |                                           |                                     |                                                          |                                       |                                                                  |
| 23 | 12        | Die seltsame Entführung des kleinen Bruno | L’Étrange Enlèvement du petit Bruno | 26. Aug. 2016                                            | 12. Juli 2017                         | Poirot und der Kidnapper                                         |
| Die erfolgreiche Schriftstellerin Eloïse Zennefort wird bedroht. Wenn sie nicht eine halbe Million Franc zahlt, wird ihr Sohn entführt. Trotz der Anwesenheit der Polizei verschwindet der kleine Bruno genau zur angekündigten Stunde. Ein Ablenkungsmanöver durch einen angeheuerten Landstreicher lockt die Polizisten ins Freie, der Sohn verschwindet geheimnisvoll aus dem abgeschlossenen Zimmer. Laurence verhaftet den Privatsekretär Vanberten, auf dessen Schreibmaschine die Erpresserbriefe getippt wurden. Und er setzt zeitweise die Mutter fest, weil im stehengelassenen Entführerfahrzeug ein Haar von ihr gefunden wird. Eine Lösegeldforderung geht ein, aber erneut gelingt es der Polizei nicht, die Täter zu erwischen, und der Geldkoffer ist leer. Dann stirbt Vanberten, ermordet mit einer Wespe, eine Methode aus einem Roman der Zennefort. Bei ihm wird ein Geldbündel aus dem Lösegeld gefunden. Schließlich findet Laurence heraus, wie Bruno verschwunden ist. In dem Zimmer, in dem der Junge war, gibt es ein Priesterversteck, in der Episode fälschlich mit occulta sacerdos, „Versteck des Priesters“ (richtig wäre occulta sacerdotis) übersetzt. Als Laurence es öffnet, wird auf ihn geschossen. Er täuscht seinen Tod vor und inszeniert sogar seine Beerdigung. Mit seinem Erscheinen stellt er den Täter: Brunos Vater. Der brauchte Geld, um seine Spielschulden zu begleichen. Der Sohn hatte sich freiwillig versteckt und Komplizen täuschten die Entführung mit einem davonfahrenden Automobil vor. Bruno junior war erst viel später weggebracht worden. Den Geldkoffer hatte der Vater schon vor der Übergabe gegen einen leeren ausgetauscht. Allerdings hatte ihn Vanberten durchschaut, weshalb er ihn umbringen musste. |           |                                           |                                     |                                                          |                                       |                                                                  |
| 24 | 13        | Das fahle Pferd                           | Le cheval pale                      | 2. Sep. 2016                                             | 27. Sep. 2017                         | Das fahle Pferd                                                  |
| Père François kommt zu Laurence im Auftrag einer Sterbenden mit einer Liste von Leuten, an deren Tod sie mitschuldig gewesen sein soll. Der Kommissar nimmt ihn nicht ernst, kurz darauf wird der Priester ermordet. Die Überprüfung der Todesfälle auf der Liste ergibt keine Auffälligkeiten. Bis auf die Tatsache, dass sie in allen Fällen Geld vererbt haben. Der aufdringliche Apotheker Cornille will den Mörder am Tatort gesehen haben, doch der Verdächtigte Eugène Dacosta erweist sich als Schwerkranker an Krücken. Dann wird eine Frau auf dem Jahrmarkt ermordet, die als Medium der Wahrsagerin gearbeitet hat. Dacosta gehört das Jahrmarktgelände. Die Mordmerkmale gleichen denen im Fall des Priesters. Als Nächste stirbt Francine Marchal, eine Nachbarin von Avril. Sie hatte schweren Husten, dann fielen ihr die Haare aus, doch die Todesursache bleibt unklar. Ihre Stiefmutter erbt das Vermögen. Der Kommissar entlockt ihr undercover die Verbindung zu einer Organisation, die auf das Ableben von Personen wettet. Laurence beschließt eine Falle zu stellen, mit Avril als Köder. Zur Organisation gehört auch die Jahrmarktswahrsagerin, die einen übersinnlichen Ritus vollzieht. Avril wird von einer Meinungsforscherin besucht, die sie nach ihren Lebensgewohnheiten befragt, dann taucht ein Gasableser auf. Kurz darauf erkrankt Avril auf die gleiche Weise wie Francine. Der Haarausfall bringt die Lösung, es war eine Thalliumvergiftung. Die Befragerin hatte nach der Zahnpastamarke gefragt und der Gasmann hatte einen unbeobachteten Moment genutzt und die Tube ausgetauscht. Doch Avrils Besucher waren alle fotografiert worden und auf einem Foto ist der als Gasmann verkleidete Apotheker Cornille zu sehen. Er erweist sich als Kopf der Organisation. |           |                                           |                                     |                                                          |                                       |                                                                  |
| 25 | 14        | Der Fall Protheroe                        | L’affaire Protheroe                 | 9. Sep. 2016                                             | 4. Okt. 2017                          | Mord im Pfarrhaus                                                |
| Hélène Jouve, Sekretärin des Werbeunternehmers Protheroe, wird im Treppenhaus des Bürohauses erhängt aufgefunden, vergewaltigt und erwürgt. Der Verdacht fällt auf den Chef, der sich selbstherrlich gibt und schon die Sekretärin davor in einen Selbstmordversuch getrieben hat. Doch auch der Chauffeur Damien Martinez, Kindheitsfreund von Avril, hat ein Motiv. Hélène war seine Verlobte gewesen und hatte kurz zuvor Schluss gemacht. Doch dann fällt ein Schuss und Protheroe wird ermordet aufgefunden. Seine Frau Anne und ihr Geliebter Tristan Julliard legen Geständnisse ab. Doch bei beiden gibt es Zeugen, die ihnen Alibis für die Tatzeit geben. Es findet sich aber auch ein Hinweis, dass Protheroe mit „DD“ verabredet gewesen war, der Schauspielerin Déborah Davis. Es kommt heraus, dass Davis die wirkliche Mutter von Protheroes Tochter Lise ist. Im Krieg waren sie getrennt worden und Protheroe hatte Mutter und Tochter gesagt, die jeweils andere sei gestorben. Erst jetzt war sie auf die Wahrheit gestoßen. Am Abend war Davis vor dem Gebäude gewesen und hatte kurz nach einem Schussgeräusch einen Jungen aus dem Haus kommen sehen. Laurence findet den Jungen. Er hatte zur verabredeten Zeit einen Knallkörper gezündet. Die Ehefrau hatte Protheroe mit einem Schalldämpfer erschossen und beide hatten sich ein Alibi für den vorgetäuschten Tatzeitpunkt verschafft. |           |                                           |                                     |                                                          |                                       |                                                                  |
| 26 | 15        | Der mysteriöse Fall Styles                | La mystérieuse affaire de Styles    | 16. Sep. 2016                                            | 11. Okt. 2017                         | Das fehlende Glied in der Kette                                  |
| Eve Constantin kommt ins Kommissariat. Sie befürchtet, dass Adrien Beauregard, der jugendliche Ehemann ihrer Partnerin Emilie, Besitzerin des Schönheitsinstituts Styles, sich deren Geld erschleichen und sie umbringen will. Laurence kann und will nichts unternehmen, aber Marlène und Avril ziehen unter dem Vorwand einer Reportage bei Styles ein. Kurz darauf finden sie dort den Reporter Martial Marchetti ertränkt im Schwimmbad, doch keinen Hinweis auf Motiv und Mörder. Beim Interview mit Avril erzählt Emilie, dass sie in ihrer Jugend ihr Kind weggeben hat. Als Avril daraufhin sagt, dass sie im Waisenhaus aufgewachsen ist, stellen sie fest, dass sie Mutter und Tochter sind. Als sie sich am Abend aussprechen wollen, bricht Emilie zusammen und stirbt an einer Strychninvergiftung. Verdächtig ist die Constantin. Sie wurde von Emilie kurz zuvor wegen der Verdächtigungen gegen Adrian entlassen, steht aber noch genauso im Testament wie Dorothée Mellul, die im Institut arbeitet. Sie war vor kurzem von Emilie adoptiert worden als Gegenleistung dafür, dass sie sich als Leihmutter für ein Kind von Ehemann Adrien hergab. Der rückt in den Mittelpunkt, als sich ein Mann meldet, der Strychnin verkauft hatte. Er bezeugt, dass Adrien in Verkleidung der Käufer gewesen sei. Doch der hat ein Alibi: ein Schäferstündchen mit einer Kundin von Styles. Aber als Laurence hinter die ungewöhnliche Mordmethode kommt, wird er trotzdem überführt. Emilie war das Strychnin nicht verabreicht, sondern einmassiert worden und Adrien war ihr Masseur. Seine Komplizin Constantin hatte das Gift in Verkleidung besorgt. Es war aber nicht der erste Betrugsversuch des Paares, ein früherer Fall, bei dem er sich Geld erschlichen hatte, war vertuscht worden, um Aufsehen zu vermeiden. Der Reporter Marchetti wusste davon und wurde deshalb umgebracht. |           |                                           |                                     |                                                          |                                       |                                                                  |
| 27 | 16        | Albert Major redete zu viel               | Albert Major parlait trop           | 23. Sep. 2016                                            | 18. Okt. 2017                         | Karibische Affäre                                                |
| Nach einem Unfall mit ihrem Motorroller wird Avril mit Beinbruch in eine Klinik eingeliefert. Dort trifft sie eines ihrer Idole, den Enthüllungsautor Albert Major, der ihr von einem geplanten Buch über ein perfektes Verbrechen erzählt. In der Nacht wird er brutal erstochen. Sein Buchmanuskript ist verschwunden. Der Verdacht fällt auf Dany, die Ehefrau von Doktor Courelle. Sie weiß zeitweise nicht, was sie tut und wurde ohne Erinnerung bei ihrem Hund gefunden, dem die Kehle durchgeschnitten war. Sie wird unter Bewachung gestellt, worauf sie versucht, sich die Pulsadern aufzuschneiden. Doch woher hatte sie das Skalpell dafür? Als eine Krankenschwester ermordet wird, ist sie wieder am Tatort. Doch Avril verfolgt eine andere Spur. Sie sieht einen heimlichen Krankentransport und beobachtet eine verborgene Operation. Doch sie wird niedergeschlagen. Als sie wieder zu sich kommt, sind alle Spuren bis auf eine beseitigt. Diese führt Kommissar Laurence zu einem verschwundenen Obdachlosen. Als er erfährt, dass der Klinikchef dem Hund des Millionärs Rafil ein neues Herz eingepflanzt hat, schlussfolgert er, dass dieser verbotene Experimente mit einer Herztransplantation bei dem Obdachlosen durchgeführt hat. Doch während Professor Vidal in Haft ist, wird seine Frau ermordet, ein vorgetäuschter Selbstmord. Die wahren Hintergründe werden erst klar, als der Millionär stirbt und Avril beobachtet, dass Courelle eine Affäre mit der Millionärserbin hat. Er wollte seine Frau in den Selbstmord treiben, um für eine neue Ehe frei zu sein. Die Frau des Klinikchefs hatte er aus Versehen ermordet, eine Verwechslung. Die Krankenschwester wollte ihn erpressen. Major kannte den Doctor von früher, als seine erste Frau auf ähnliche Weise durch einen Selbstmord gestorben war. |           |                                           |                                     |                                                          |                                       |                                                                  |
| 28 | 17        | Der Mann im braunen Anzug                 | L’Homme au complet marron           | 8. Jul. 2017 (BE) 1. Sep. 2017 (FR)                      | 1. Nov. 2017                          | Der Mann im braunen Anzug                                        |
| Geheimagentin Nadine Mercuret enttarnt den Colonel, einen berüchtigten Spion. Doch bevor sie seine Identität bloßlegen kann, wird sie ermordet. Der Agentenchef Gilbert Loyson weiß von ihr nur, dass der Verräter mit der russischen Balletttänzerin Tatiana Pochenko in Verbindung stand. Jules Touchard, Hausmeister der Oper, war Mordzeuge und wird auf offener Straße überfahren, als er sich mit der Journalistin Avril treffen will. Laurence, ehemaliger Geheimdienstmitarbeiter, ermittelt als Sekretärin verkleidet verdeckt in der Oper. Tatsächlich besitzt die Pochenko Mikrofilme mit geheimen Daten. Mithilfe ihres Bruders Sergueï kann sie einen Angriff des Colonels auf das Material abwehren. Doch dann wird sie ermordet. Sergueï kann mit den Filmen fliehen, wird dabei aber angeschossen. Derweil entdeckt Avril, die Zeugin des Hausmeistermords gewesen ist, das vermutliche Tatfahrzeug. Es gehört dem Choreografen Patrick Mallet. Dann sind da noch die ehrgeizige Lisa Bonfanti, die die Pochenko ersetzt, der Assistent Miller, der herumforscht und Telefonate auf Russisch führt, sowie Direktor Latour, Spieler und im Besitz einer Waffe. Sergueï wird bei einem Geheimdiensteinsatz gestellt, kommt dabei aber ums Leben. Laurence findet die Filme, die dieser versteckt hat, und stellt eine Falle. Er bietet dem Colonel die Filme an und es kommt der Oberagent Gilbert Loyson, der ein doppeltes Spiel getrieben hat. Als sich die Falle schließt, erschießt er sich selbst. |           |                                           |                                     |                                                          |                                       |                                                                  |
| 29 | 18        | Mord im Spiegel                           | Le miroir se brisa                  | 1. Jul. 2017 (BE) 8. Sep. 2017 (FR)                      | 25. Okt. 2017                         | Mord im Spiegel                                                  |
| Blanche Dulac versucht nach acht Jahren ihr Comeback als Schauspielerin. Bei einer kleinen Feier stirbt ihr Handdouble an Gift. Die Frau hatte ihr Champagnerglas verschüttet und die Dulac hatte ihr ihr eigenes gegeben. Sie zeigt Kommissar Laurence einen Drohbrief, den sie zuvor erhalten hatte. Dann wird sie nur knapp von einem manipulierten Scheinwerfer verfehlt. Die Schauspielerin hatte sich zurückgezogen, weil sie ein zurückgebliebenes Kind hat, das an Schreianfällen leidet. Doktor Mentchikoff behandelt den Sohn, aber auch die Mutter, die er mit Beruhigungsmitteln versorgt. Eine überdosierte Menge davon hatte das Double getötet. Die Setfotografin Fred ist ebenfalls ein Kind der Dulac. Sie hatte sie adoptiert und dann ins Internat abgeschoben, als sie ein leibliches Kind bekam. Laurence lässt die tödlich verlaufene Feier nachstellen. Dabei fällt dem Doktor etwas auf. Aber jemand versetzt sein Asthmaspray mit Methanol und bringt ihn so um. Sylvia Franco, versetzte Liebhaberin von Marc Borel, dem Ehemann der Dulac, geht mit einem geladenen Revolver auf die Schauspielkonkurrentin los, verfehlt sie aber. Sie wird ebenso verhaftet wie der Ehemann, weil der Drohbrieftext aus einem früheren Film stammt, dessen Drehbuch er geschrieben hatte. Doch auf die richtige Spur bringt den Kommissar eine Aufnahme der Setfotografin. Simone Maupin, das tote Double, zeigt darauf der Dulac ein Foto. Nachforschungen ergeben, dass die Maupin vor vielen Jahren die Dulac schon einmal getroffen hatte. Sie hatte damals Röteln und die Schauspielerin angesteckt. Daraus resultierten die Schwangerschaftkomplikationen und die Behinderung des Sohns. Und sie war so unvorsichtig, der Dulac davon zu erzählen. Die Schauspielerin versetzte daraufhin selbst ihren Champagner und inszenierte den Glastausch. |           |                                           |                                     |                                                          |                                       |                                                                  |
| 30 | 19        | Die vergessliche Mörderin                 | Crimes haute couture                | 15. Sep. 2017                                            | 12. Okt. 2020                         | Die vergessliche Mörderin                                        |
| Patricia Nollet, Designerin im Modehaus Paget, taucht blutbefleckt im Kommissariat auf und gesteht einen Mord. Sie war am Morgen neben der Leiche eines ehemaligen Lieferanten aufgewacht, der ihr nachgestellt hatte, aber sie hat keine Erinnerung an die Geschehnisse. Doch ihr Chef gibt an, dass sie zur Tatzeit noch im Büro gewesen ist. Die Nollet war schon in ihrer Jugend im Gefängnis gewesen, weil sie auf ihren Onkel eingestochen hatte, der sie vergewaltigen wollte. Nach einem Empfang im Modehaus wird eine Frau, die zu Gast war, auf dem Nachhauseweg erstochen. Eine blutige Schere und ein Schal tauchen im Schrank der Nollet auf. Erneut wird sie verhaftet, doch diesmal gibt ihr Chefkommissar Tricard ein Alibi: Sie waren auf einem Treffen der Anonymen Alkoholiker. Narcisse Vermeer ist der Besitzer des Modehauses, doch er nutzt es zur Geldwäsche, den toten Lieferanten hatte er für zwielichtige Geschäfte eingesetzt. Empfohlen hatte ihn die Geschäftsführerin Louise Charpentier. Sie kannte auch die unbekannte zweite Tote. Die ehemalige Näherin hatte sie vor Jahren zusammen mit anderen angezeigt, weil sie von ihr geschlagen worden waren. Sie hat ein mütterliches Verhältnis zum Modechef Paget, der sie auch deckt, als sie erneut eine Angestellte schlägt. Doch dann ist sie das nächste Opfer und diesmal wird die verwirrte Nollet mit der Schere in der Hand direkt bei ihrer Leiche gefunden. Kern des Ganzen war aber die zweite Tote Julie Lemon. Der Kommissar findet eine Mappe vor mit Entwürfen, die von ihr stammen. Paget hatte die Ideen von ihr gestohlen und sie wollte ihn erpressen. Um sie zu beseitigen, brauchte er eine Schuldige und wählte die Nollet mit ihrer Vorstrafe und der Alkoholsucht, den Alkohol versetzte er zusätzlich mit Drogen. So konnte er zusammen mit einer Komplizin, der Näherin Gigi, die Anschläge inszenieren und sie zur Verdächtigen machen. |           |                                           |                                     |                                                          |                                       |                                                                  |
| 31 | 20        | Der Weihnachtsmann-Mörder                 | Le crime de Noël                    | 19. Dez. 2017 (CH) 22. Dez. 2017 (FR)                    | 19. Okt. 2020                         | Original-Drehbuch (nicht nach einer Vorlage von Agatha Christie) |
| Ein Mann, als Weihnachtsmann verkleidet, verschenkt auf dem Weihnachtsmarkt Geld. Nachts, als der Markt zu ist, wird er dort erschossen. Einzige Zeugen sind zwei Geschwister, die aus dem Waisenhaus geflohen sind. Die Schwester holt Hilfe, der Bruder verschwindet. Der Tote ist der Restaurantbesitzer Hubert Dopagne, der sein Lokal an seinen Sohn Geoffroy weitergegeben hat. Der hat kein richtiges Motiv, dafür hat er Streit mit seiner Ehefrau. Ein zweiter Mord geschieht im nahe gelegenen Waisenhaus: Eine Angestellte wird erwürgt. Dann wird die Ehefrau von Dopagne junior im Restaurant ermordet aufgefunden und Geoffroy wird am Tatort verhaftet. Doch das Motiv liegt in der Vergangenheit von Hubert Dopagne. Mit seinem neuen Lokal hatte er damals das Nachbarlokal in den Ruin getrieben. Seine Tochter ist die Leiterin des Waisenhauses. Doch auch sie ist unschuldig. Dopagne hatte einen zweiten unehelichen Sohn. Die Mutter hatte er im Stich gelassen und sie beging Selbstmord. Der Sohn Gaston war bei den Großeltern aufgewachsen. Er hatte auch eine Anstellung im Waisenhaus und er hatte sich an die Frau seines Halbbruders herangemacht, um an Informationen über Hubert Dopagne zu kommen. Nachdem er seinen Vater ermordet hatte, wollte er mit ihr weggehen, doch ihre Weigerung führte zu ihrem Tod. Nur der Waisenjunge, der ihn am Mordabend gesehen hatte, überlebte. Gaston hatte ihn in einen verborgenen Keller im Heim versteckt. |           |                                           |                                     |                                                          |                                       |                                                                  |
| 32 | 21        | Drama in drei Akten                       | Drame en trois actes                | 21. Nov. 2017 (CH) 25. Aug. 2018 (BE) 31. Aug. 2018 (FR) | 26. Okt. 2020                         | Nikotin                                                          |
| Alice und Marlène besuchen das Theaterseminar von Macha Semenoff. In einer Champagnerszene stirbt Léon Verneuil, ein Reporterkollege von Alice Avril. Er hatte offenbar der Semenoff, dem Mäzen Richard Nobel und dem Schauspieler Herbert Michel hinterherspioniert. Michel sieht dem Kommissar Laurence verblüffend ähnlich. Während dem Seminar verlieben sich er und Marlène und er will sie heiraten. Bei der Schlussaufführung stirbt Nobel auf offener Bühne, erneut durch einen Gifttrank. Dann erscheint die vorgeladene Semenoff nicht im Kommissariat. Laurence findet sie eingeschlossen in ihrem Zimmer, tot durch eine Überdosis Schlaftabletten. An den Spiegel hatte sie ein Geständnis des Doppelmords geschrieben. Doch der Pathologe findet Gewaltspuren, die Pillen wurden ihr eingeflößt. Laurence durchsucht ihr Zimmer und findet versteckt den entscheidenden Hinweis. Herbert Michel und Marlène Leroy stehen bereits vor dem Traualtar und sie ist kurz vor dem Ja-Wort, da schreitet der Kommissar ein und nimmt den Schauspieler fest. Michel und Semenoff waren verheiratet. Sie stand der neuen Hochzeit im Weg und sie wollte sich nicht scheiden lassen. Nobel als alter Freund wusste von der Hochzeit. Und auch der neugierige Journalist Verneuil hätte ihm gefährlich werden können. Deshalb hatte er alle drei getötet. |           |                                           |                                     |                                                          |                                       |                                                                  |
| 33 | 22        | Dickes Blut                               | Meurtres en solde                   | 3. Apr. 2018 (CH) 1. Sep. 2018 (BE) 7. Sep. 2018 (FR)    | 2. Nov. 2020                          | Hercule Poirots Weihnachten                                      |
| Ein Auto stürzt einen Abhang hinunter, der Fahrer Dubois ist tot. In der Nähe liegt aber auch die Leiche einer unbekannten jungen Frau. Einziger Hinweis: sie hat einen Zettel mit der Adresse der Journalistin Alice Avril. Doch die kann nicht weiterhelfen. Nach einem Schlag auf den Kopf hat sie ihr Gedächtnis verloren. Daneben hat es Kommissar Laurence noch mit dem halbstarken Thierry zu tun. Seine Mutter erweist sich als eine Jugendliebe, sie sagt ihm, dass Thierry sein Sohn ist. Er hat in dem Kaufhaus, in dem seine Mutter arbeitet, einen Diebstahl begangen. Als Laurence den Besitzer Simon Krepps bittet, die Anzeige zurückzuziehen, lehnt er ab und entlässt die Mutter. Auch mit der eigenen Familie verfährt er so. Einen Sohn wirft er kurzerhand raus und ersetzt ihn durch die Enkelin Francesca, obwohl diese erst zwei Wochen zuvor wieder aufgetaucht war. Am Abend zeigt er ihr eine Schale mit Rohdiamanten. Am nächsten Morgen wird er vom Personalchef Carpentier brutal erstochen aufgefunden und die Diamanten sind verschwunden. Sie tauchen bei Thierrys Mutter auf, er selbst ist unauffindbar. Der Mordzeitpunkt war manipuliert worden. Am Morgen waren Möbel umgestürzt worden, um einen Kampf vorzutäuschen, tatsächlich starb Krepps bereits mitten in der Nacht. Bevor Avril ihr Gedächtnis verlor, hatte sie im Kaufhaus recherchiert und wollte sich mit „V. V.“ treffen. Vivianne Vasseur war im Waisenhaus mit Alice. Als ihr Gedächtnis zurückkehrt, erkennt sie Vivianne, die sich als Francesca in die Familie eingeschlichen hatte. Sie wollte Avril zum Schweigen bringen und hatte zuvor auch die echte Francesca ermordet – die Leiche beim Unfall. Der Mörder des alten Krepps war aber Carpentier, der ein Verhältnis mit Krepps Ehefrau hatte. Sie hatte die Möbel umgeworfen, um ihm ein Alibi zu geben. Und er hatte vorgegeben, sie danach zuhause anzurufen, obwohl sie schon vor Ort gewesen war, und ihr damit umgekehrt ein Alibi gegeben. |           |                                           |                                     |                                                          |                                       |                                                                  |
| 34 | 23        | Nachrichten von Geisterhand               | Mélodie Mortelle                    | 8. Sep. 2018 (BE) 28. Sep. 2018 (FR)                     | 9. Nov. 2020                          | Das Geheimnis von Sittaford                                      |
| Alice Avril interviewt den Schlagerstar Nicky. Ihr Freund Mike will ihr noch etwas über den Produzenten Franck Soler erzählen, aber zum verabredeten Treffen findet sie ihn tot durch eine Überdosis Rauschgift. Doch ein Einstich im Rücken beweist, dass es Mord war. Er soll Nicky betrogen und sie außerdem zu einer Abtreibung überredet haben. Sie hat also ein Motiv. Kurz darauf macht sie im Aufnahmestudio dem Produzenten eine Szene. Auf dem Nachhauseweg verunglückt sie mit ihrem Wagen. Es taucht ein Tonbandmitschnitt von einem Gespräch auf, in dem Soler von Mike erpresst wird, weil er für die Überredung zur Abtreibung bezahlt hat. Nicky hatte das Band gefunden und war aufgebracht in den Tod gefahren. Damit rückt Soler ins Rampenlicht. Er hat Musiker immer wieder mit Drogen versorgt und einen Rezeptblock, mit dem er an die Mittel kommt. Doch dann wird er erwürgt aufgefunden. Die Sekretärin Chantal Lavigne war zwar auch ein großer Nicky-Fan und hatte ihr das Band zugespielt, um Solers üble Rolle aufzudecken, aber sie hatte weder ihn noch Mike getötet. Ein anderer hatte noch ein viel größeres Motiv. Der Songschreiber Tony, der in Wirklichkeit Constantin Sibonin heißt, ist der Vater der Waisen Nicky. Für seine Tochter hatte er an Mike und Franck Soler Rache genommen. |           |                                           |                                     |                                                          |                                       |                                                                  |
| 35 | 24        | Das Böse unter der Sonne                  | Ding Dingue Dong                    | 2. Okt. 2018 (CH) 9. Feb. 2019 (BE) 6. Sep. 2019 (FR)    | 16. Nov. 2020                         | Das Böse unter der Sonne                                         |
| In einer Nervenklinik wird ein Patient erhängt aufgefunden. Er stand unter Medikamenteneinfluss und hat zuvor von einer Bedrohung für sich und noch jemand anderen gesprochen, deshalb ist Kommissar Laurence misstrauisch. In der Klinik trifft er auf Clarisse, die Ehefrau von Klinikchef Louis Rodier. Sie ist seine Geliebte, macht sich aber an den Klinikarzt Steiner heran. Marlène, die in einer psychischen Krise steckt, wird als Patientin eingeschleust. Als sie mit Steiner im Gespräch über das Gelände spazieren, sehen sie eine Frau am Boden liegen. Steiner kümmert sich um sie, während Marlène die Polizei holt. Sie finden die tote Clarisse, die erwürgt worden ist. Die neue Chefadjudantin Camouille erfährt von Laurence’ Verhältnis und konstruiert eine Anklage, weshalb der Kommissar in Haft kommt und nicht ermitteln kann. Doch er spielt einen Anfall vor und der Polizeiarzt sorgt dafür, dass er auch in die Klinik kommt. Dort sammelt er weitere Informationen. Es stellt sich heraus, dass Clarisse regelmäßig größere Geldsummen abgehoben hat. Doch sie wurde nicht erpresst, sondern gab das Geld ihrem Geliebten Docteur Steiner. Und sie wollte mit ihm durchbrennen, doch das wollte er nicht. Mit seiner Frau inszenierte er deshalb den vermeintlichen Leichenfund. Bis dahin hatte er ja ein Alibi. Erst als Marlène weg ist, trifft er sich mit Clarisse und erwürgt sie. Zum Verhängnis wird ihm, dass seine Frau als Leichendarstellerin zwar ein Kleid wie Clarisse trug, aber keine Schuhe. Später trug die echte Leiche aber Schuhe und Marlène war das aufgefallen. |           |                                           |                                     |                                                          |                                       |                                                                  |
| 36 | 25        | Kurz vor Mitternacht                      | L’Heure zéro                        | 18. Aug. 2019 (BE) 7. Sep. 2019 (CH) 13. Sep. 2019 (FR)  | 23. Nov. 2020                         | Kurz vor Mitternacht                                             |
| Als der langjährige Nachrichtensprecher ertrunken in einem See gefunden wird, tritt Audrey Fontaine als erste Frau im Fernsehen seine Nachfolge an. Sie ist die Ex-Frau des Fernsehkochs Maxime Beaumont, der jetzt mit der eifersüchtigen Ansagerin Claire verheiratet ist. Dann wird Jean Devandière, der Senderchef, ermordet, mit einem Messer des Fernsehkochs. Devandière war der Eigentümer seines Restaurants, das er nun erbt. Allerdings gibt sein Sous Chef ihm für die Tatzeit ein Alibi. Beaumont hatte vor seinen beiden Ehen die Sekretärin Marlène sitzen gelassen. Aus Rache fälscht sie den Autopsiebericht und lenkt zusätzlich den Verdacht auf ihn. Aber es kommt heraus, dass Devandière mit Strychnin vergiftet wurde, bevor jemand das Messer verwendete, und Beaumont kommt wieder frei. Dann wird Beaumonts Ehefrau erschlagen. Jetzt fällt der Verdacht auf Audrey Fontaine und sie wird verhaftet. Hat sie sich gerächt, weil sie nicht verwunden hat, dass der Koch sich von ihr getrennt hat? Doch es stellt sich heraus, dass es umgekehrt gewesen war. Die Fernsehjournalistin hatte sich von Beaumont getrennt. Und der eitle Verführer wurde danach depressiv und musste in Behandlung. Als die Fontaine sich neu verliebte, inszenierte er einen Autounfall, bei dem der neue Liebhaber starb. Ihren Vorgänger als Nachrichtensprecher ertränkte er und überredete dann den Senderchef, sie in den Sender zu holen. Der Mord an Devandière, bei dem er zuvor seinen Sous Chef ausgetrickst hatte, war der erste Versuch, sie zur Verdächtigen zu machen. Als das Eingreifen von Marlène den Plan vereitelt, ermordet er seine Frau während einer Liveshow, bei der er eine Chance nutzt, kurze Zeit hinter der Bühne zu verschwinden. |           |                                           |                                     |                                                          |                                       |                                                                  |
| 37 | 26        | Der Tod wartet                            | Rendez-vous avec la mort            | 14. Sep. 2019 (BE) 15. Sep. 2019 (CH) 20. Sep. 2019 (FR) | 30. Nov. 2020                         | Der Tod wartet                                                   |
| Clémence Berg, die Schwester von Oberkommissar Tricard, ist eine Tyrannin, die nicht nur die eigenen Kinder fest im Griff hat. Mit eiserner Hand bestimmt die ehemalige Gefängnisaufseherin über ihre zwei Söhne und eine Tochter. Nach langer Zeit trifft sie ihren Bruder wieder, beim Begräbnis ihrer Mutter. Zahlreiche Gäste aus dem Umfeld der Polizei sind anwesend. Sie wirft ein Auge auf Kommissar Laurence, der versucht, ihr aus dem Weg zu gehen. Doch dann wird die Hausangestellte ermordet und er muss ermitteln. Bizarrerweise trägt sie die Kleider ihrer Herrin. Galt der Anschlag eigentlich Madame Berg? Als Laurence erfährt, dass eine Pralinenschachtel mit einer Karte von ihm vor der Haustür gefunden wurde, eilt er hin und kann gerade noch Folgen für die Hausherrin verhindern. Er findet aber heraus, dass sie es selbst inszeniert hatte, um seine Aufmerksamkeit zu bekommen, und sie hat Glück, dass der Richter wegen der Irreführung keinen Haftbefehl ausstellt. Tags darauf geht die Familie zu einem Ausflug außer Haus, die Kinder lassen die Berg alleine an einem See, wo sie sich mit jemandem verabredet hat. Als sie zurückkommen, liegt sie erschlagen in ihrem Stuhl. Es wird ein blutiges Taschentuch gefunden, mit dem die Mordwaffe, ein Stein, abgewischt worden ist. Es gehört Ernest Tricard und er wird verhaftet. Doch Laurence glaubt, dass er nur seine Nichten und Neffen schützen will. Er erfährt von einem Telefonat, das die Berg tags zuvor geführt hat und forscht nach. Dann überredet er Richter Neuville, Tricard für eine Gegenüberstellung freizulassen. Konfrontiert mit den anderen gibt er zu, seine Nichte Suzanne mit blutiger Hand weglaufen gesehen zu haben und deshalb den Stein abgewischt zu haben. Doch Suzanne behauptet, ihre Mutter bereits tot vorgefunden zu haben. Die anderen hatten sich ebenfalls gegenseitig verdächtigt, aber keiner von ihnen war zur Tat geschritten. Der Schuldige war der Richter. Die Berg hatte Raoul Neuville beim Begräbnis als ehemaligen Kriminellen wiedererkannt und sich telefonisch versichert. Sie hatte angekündigt, ihn vernichten zu wollen. Deshalb schlug er zu.                                                                                              |           |                                           |                                     |                                                          |                                       |                                                                  |
| 38 | 27        | Eine Leiche zum Wachwerden                | Un cadavre au petit déjeuner        | 9. Okt. 2020 (CH) 16. Okt. 2020 (FR)                     | 7. Dez. 2020                          | Original-Drehbuch (nicht nach einer Vorlage von Agatha Christie) |
| Alice Avril wacht morgens auf und findet neben sich einen erstochenen jungen Mann. Sie hat keine Erinnerung an die vorhergegangene Nacht und bittet heimlich Marlène, Laurence und den Pathologen Glissant um Hilfe. Die Leiche soll fortgeschafft und weitab ihrer Wohnung abgelegt werden. Der Kommissar hat aber seinen letzten Arbeitstag und wird ersetzt von Maurice Larosière, Neffe des früheren Chefermittlers Jean Larosière. Der Neue ist Avril und ihren Helfern auf der Spur, während sie versuchen, ihre Beteiligung zu verschleiern und den Täter zu finden. Der Tote entpuppt sich als Privatdetektiv, der die verschollene Tochter des Millardärs Grignan finden sollte und herausgefunden hat, dass es sich bei ihr um Alice Avril handelt. Sie können gerade noch verhindern, dass Grignans Ehefrau ihren Mann vergiftet. Außerdem finden sie ein Foto des Detektivs, das sie mit ihrem Geliebten zeigt. Dabei handelt es sich um Larosière, der den Mord inszeniert hatte. Sie stellen ihm eine Falle, und in der nun für ihn ausweglosen Situation lässt er sich von Camouille erschießen. Laurence möchte danach seine neue Stelle in den USA antreten. Statt mit der gebuchten Linienmaschine zu fliegen, schließt er sich Alice und Marlène an, die mit dem Privatjet von Alices Vater nach New York reisen. Das Ende der zweiten Staffel ist besonders gestaltet. Die Handlung wird immer wieder durch Tanzszenen mit Gesang unterbrochen, wohl um anzudeuten, dass alles nicht zu ernst genommen werden sollte. |           |                                           |                                     |                                                          |                                       |                                                                  |

### Staffel 3 – Agatha Christie: Mörderische Spiele – Die 70er
Ab 26. Januar 2021 wurde die französischsprachige Ausstrahlung begonnen.
Die deutsche Erstausstrahlung startete am 31. Januar 2022 auf Sony Channel. Im frei empfangbaren Fernsehen (one) startete sie am 31. Oktober 2023.
| Nr. (ges.) | Nr. (St.) | Deutscher Titel               | Originaltitel                      | Erstausstrahlung FR/BE/CH                  | Deutschsprachige Erstausstrahlung (D) | Vorlage                                            |
| ---------- | --------- | ----------------------------- | ---------------------------------- | ------------------------------------------ | ------------------------------------- | -------------------------------------------------- |
| 39         | 1         | Mord nach Mass                | La Nuit qui ne finit pas           | 26. Jan. 2021 (CH) 29. Jan. 2021 (FR)      | 31. Jan. 2022                         | Mord nach Maß                                      |
| 40         | 2         | Die Dunkelkammer              | La Chambre noire                   | 2. Feb. 2021 (CH) 5. Feb. 2021 (FR)        | 7. Feb. 2022                          | Original-Drehbuch (inspiriert von Agatha Christie) |
| 41         | 3         | Das Eulenhaus                 | Le Vallon                          | 10. Dez. 2021 (FR)                         | 14. Feb. 2022                         | Das Eulenhaus                                      |
| 42         | 4         | Tod auf der Bühne             | Mourir sur scène                   | 17. Dez. 2021 (FR)                         | 21. Feb. 2022                         | Original-Drehbuch (inspiriert von Agatha Christie) |
| 43         | 5         | Wenn die Mäuse tanzen         | Quand les souris dansent           | 29. April 2022 (FR)                        | 28. Feb. 2022                         | Original-Drehbuch (inspiriert von Agatha Christie) |
| 44         | 6         | Bis dass der Tod uns scheidet | Jusqu’à ce que la mort nous sépare | 5. August 2022 (CH) 5. Mai 2023 (FR)       | 7. März 2022                          | Original-Drehbuch (inspiriert von Agatha Christie) |
| 45         | 7         | Mord der dritten Art          | Meurtres du 3e type                | 13. August 2022 (CH) 12. Mai 2023 (FR)     | 27. Feb. 2023                         | Original-Drehbuch (inspiriert von Agatha Christie) |
| 46         | 8         | Mit einem Fingerschnippen     | En un claquement de doigt          | 20. August 2022 (CH) 13. Oktober 2023 (FR) | 6. März 2023                          | Original-Drehbuch (inspiriert von Agatha Christie) |
| 47         | 9         | Tödliches Karma               | Mortel karma                       | –                                          | 13. März 2023                         | Original-Drehbuch (inspiriert von Agatha Christie) |
| 48         | 10        | Mord im Internat              | Meurtres au pensionnat             | –                                          | 20. März 2023                         | Original-Drehbuch (inspiriert von Agatha Christie) |